# 마리아 메나
마리아 메나(Maria Mena, 1986년 2월 19일 ~ )는 노르웨이의 가수이다.